# Calamar (kommun i Guaviare, lat 1,60, long -72,98)
Calamar är en kommun i Colombia.   Den ligger i departementet Guaviare, i den centrala delen av landet, 400 km söder om huvudstaden Bogotá. Antalet invånare är 11 183.